# Pizza saver

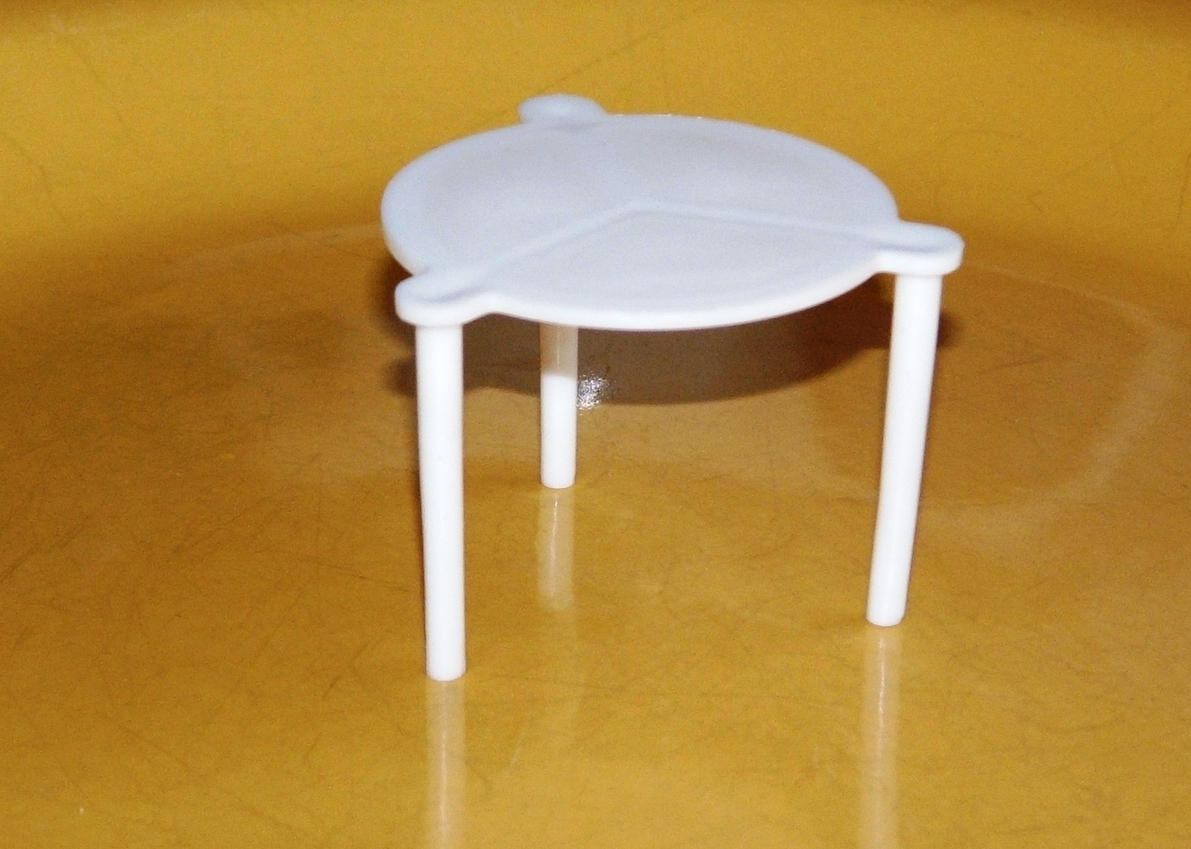
Un pizza saver en plastique.

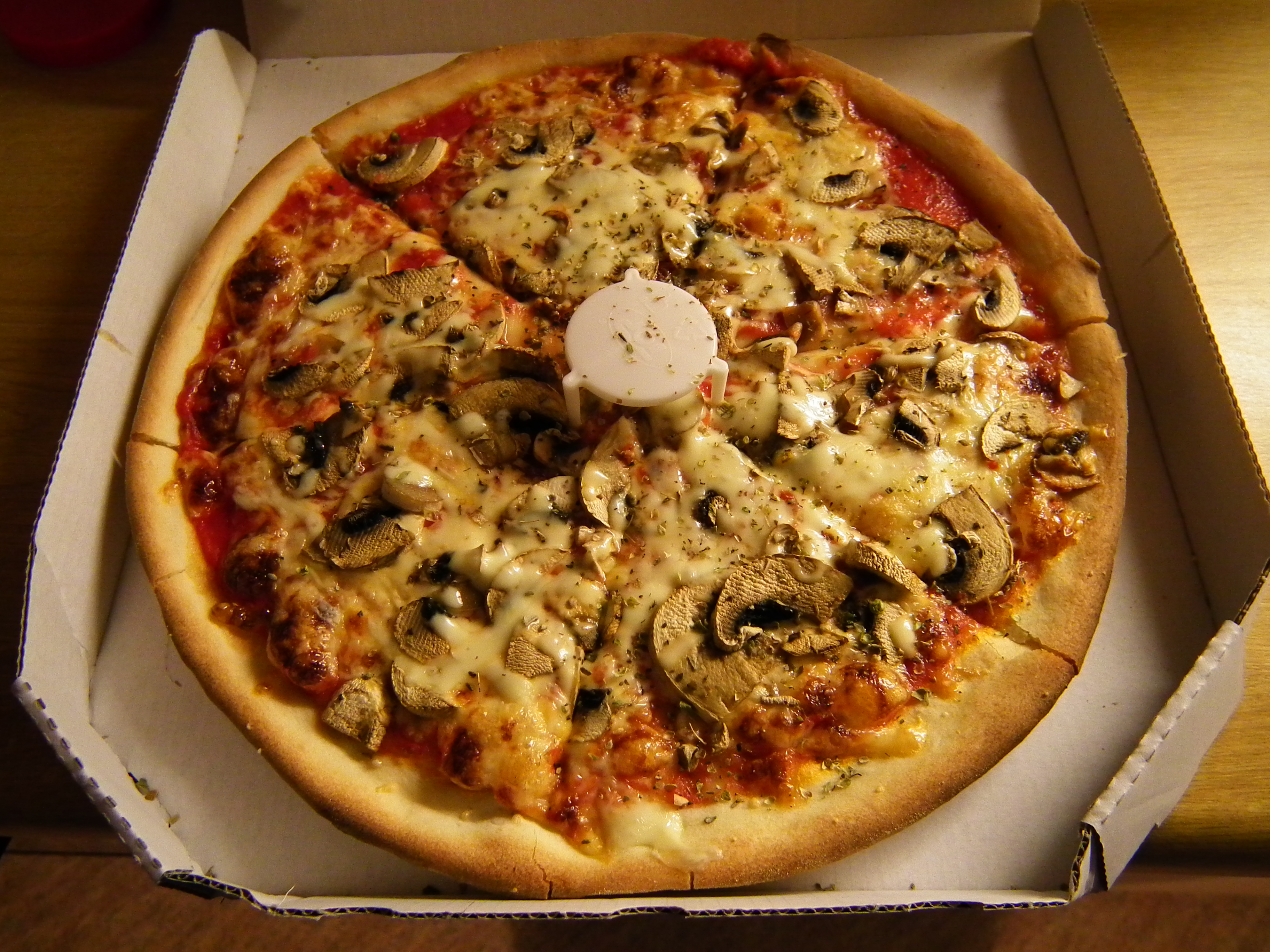
Une pizza dans une boîte, avec un pizza saver au centre.

Un pizza saver (aussi package saver ou pizza table, parfois francisé protège-pizza ou table à pizza) est un objet utilisé pour empêcher le dessus d'une boîte, tel qu'un carton à pizza, de s'effondrer au centre et de toucher la pizza à l'intérieur.
Une autre raison à son utilisation est de maintenir le fromage et les garnitures en place lors de la livraison de pizza, de sorte qu'elle soit en bon état lorsqu'elle parvient au client. Il sert aussi à maintenir les tranches de pizza séparées.

## Histoire
Un pizza saver est un object en plastique avec trois ou quatre pieds. Ils sont souvent blancs et la pratique courante consiste à placer un protège-pizza au centre de la pizza avant que le couvercle de la boîte ne soit fermé pour livraison. L'économiseur de pizza n'est pas réutilisé et est généralement jeté par le client. Ce gâchis pousse personnes des personnes à lui trouver une réutilisation, telle que pour porter des œufs une fois retournés,.
En 1974, Claudio Daniel Troglia de Buenos Aires, en Argentine, obteint un brevet pour un tabouret en plastique à trois pieds qui reposerait au milieu de la boîte et empêcherait le dessus de s'affaisser dans la pizza. Celui-ci est alors appelé "SEPI" (d'après "separador de pizza", "séparateur de pizza" en français), aussi communément appelé "guardapizza" ou "mesita". Cependant, le brevet n'est pas renouvelé. 
En 1985, Carmela Vitale de Dix Hills, dans l'Etat de New York aux États-Unis, obtient un brevet pour un appareil similaire,,. Vitale appelle son modèle un "package saver" ("protecteur de colis" en français) et utilise ce terme comme titre de son brevet. Toutefois, l'objet devient populaire comme pizza saver, en raison de son utilisation la plus courante. Le brevet est déposé le 10 février 1983 et délivré le 12 février 1985, mais  n'a pas été renouvelé après 1993.
Certaines pizzerias éliminent l'utilisation de pizza saver en plastique en revenant à une ancienne méthode consistant à cuire une boule de pain au centre de leurs pizzas. Même si leur coût moyen n'est que d'un centime pièce, leur utilisation est en déclin au profit de cartons à pizza plus résistants.

## Ressemblance à une table
Comme un pizza saver consiste généralement d'une surface plane soutenue par plusieurs pieds verticaux, il est généralement comparé à une table. Ces objet sont donc parfois réutilisés par les enfants comme des tables autour desquelles des poupées ou des figurines d'action de taille appropriée peuvent être assises.[réf. nécessaire]
La ressemblance de l'objet à une table est également utilisée à des fins de publicité, par exemple par BostonPizza en 2018. En mars 2020, Pizza Hut Hong Kong et vendeur de meubles IKEA créent une nouvelle table d'appoint appelée SÄVA, conçue pour ressembler à un pizza saver. La table est également fournie dans un emballage ressemblant à une boîte à pizza,.